# 小行星10502
小行星10502（10502 Armaghobs）是一颗绕太阳运转的小行星，为火星轨道穿越小行星。该小行星于1987年8月22日发现。

## 轨道参数
小行星10502的轨道半长轴为2.3103301 UA，离心率为0.317。